# Патрісія Азнар
Патрісія Азнар (ісп. Patricia Aznar; нар. 19 лютого 1975) — колишня іспанська тенісистка.
Найвищу одиночну позицію світового рейтингу — 310 місце досягла 15 січня 1996, парну — 167 місце — 27 листопада 1995 року.
Здобула 8 парних титулів.

## Фінали ITF
| турніри $50,000 |
| турніри $25,000 |
| турніри $10,000 |

### Одиночний розряд: 4 (4 поразки)
| Результат | Ранг | Дата           | Турнір                 | Покриття | Суперниця            | Рахунок          |
| --------- | ---- | -------------- | ---------------------- | -------- | -------------------- | ---------------- |
| Поразка   | 1    | 6 березня 1995 | ITF Аліканте, Іспанія  | Ґрунт    | Міхо Саекі           | 5–7, 6–4, 2–6    |
| Поразка   | 2    | 29 квітня 1996 | ITF Балагер, Іспанія   | Ґрунт    | Ана Салас Лосано     | 2–6, 4–6         |
| Поразка   | 3    | 17 травня 1998 | ITF Тортоса, Іспанія   | Ґрунт    | Бахія Мухтассен      | 6–7, 2–6         |
| Поразка   | 4    | 22 червня 1998 | ITF Сантандер, Іспанія | Ґрунт    | Лурдес Домінгес Ліно | 6–1, 3–6, 6–7(3) |

### Парний розряд: 14 (8–6)
| Результат | Ранг | Дата              | Турнір                 | Покриття | Партнерка             | Суперниці                                          | Рахунок       |
| --------- | ---- | ----------------- | ---------------------- | -------- | --------------------- | -------------------------------------------------- | ------------- |
| Перемога  | 1    | 13 березня 1995   | ITF Сарагоса, Іспанія  | Ґрунт    | Ева Бес               | Моніка Кратохвілова Мартіна Неделькова             | 6–4, 2–6, 6–2 |
| Поразка   | 1    | 27 березня 1995   | ITF Аліканте, Іспанія  | Ґрунт    | Еліса Пеньяльво Лопес | Теодора Недева Саекі Міхо                          | 3–6, 1–6      |
| Перемога  | 2    | 12 червня 1995    | ITF Барселона, Іспанія | Ґрунт    | Ева Бес               | Лаура Монтальво Сільвія Рамон-Кортес               | 6–3, 2–6, 6–4 |
| Поразка   | 2    | 4 вересня 1995    | ITF Касерес, Іспанія   | Ґрунт    | Ева Бес               | Алісія Ортуньйо Крістіна Торренс-Валеро            | 2–6, 3–6      |
| Поразка   | 3    | 2 жовтня 1995     | ITF Льєйда, Іспанія    | Ґрунт    | Ева Бес               | Карін Кентрек Вірхінія Руано Паскуаль              | 6–7, 0–6      |
| Поразка   | 4    | 5 травня 1996     | ITF Балагер, Іспанія   | Ґрунт    | Йоланда Клемот        | Драгана Зарич Аріадне Кацуліс                      | 5–7, 4–6      |
| Перемога  | 3    | 14 вересня 1997   | ITF Мадрид, Іспанія    | Ґрунт    | Паула Ерміда          | Марта Кано Гала Леон Гарсія                        | 5–7, 6–3, 6–3 |
| Перемога  | 4    | 20 жовтня 1997    | ITF Сеута, Іспанія     | Тверде   | Алісія Ортуньйо       | Айнхоа Гоньї Яйса Гоньї                            | w/o           |
| Перемога  | 5    | 11 травня 1998    | ITF Тортоса, Іспанія   | Ґрунт    | Сінтія Перес          | Марія Хосе Мартінес Санчес Анабель Медіна Гаррігес | 6–0, 6–3      |
| Перемога  | 6    | 28 вересня 1998   | ITF Льєйда, Іспанія    | Ґрунт    | Маріам Рамон Клімент  | Шарлотте Оґор Марія Расмуссен                      | 6–2, 6–0      |
| Поразка   | 5    | 5 липня 1999      | ITF Віго, Іспанія      | Ґрунт    | Ана Салас Лосано      | Лурдес Домінгес Ліно Анабель Медіна Гаррігес       | 5–7, 1–6      |
| Поразка   | 6    | 22 листопада 1999 | ITF Майорка, Іспанія   | Ґрунт    | Йоланда Клемот        | Габріела Хмелінова Петра Рацлавська                | 0–6, 3–6      |
| Перемога  | 7    | 31 липня 2000     | ITF Віго, Іспанія      | Ґрунт    | Йоланда Клемот        | Маріна Ескобар Рехіна Темес                        | 6–2, 6–1      |
| Перемога  | 8    | 1 жовтня 2000     | ITF Льєйда, Іспанія    | Ґрунт    | Барбара Наварро       | Ана Тимотич Кароліне Анн-Басу                      | 6–1, 6–3      |